# Lappano
Lappano är en ort och kommun i provinsen Cosenza i regionen Kalabrien i Italien. Kommunen hade 916 invånare (2018).